# Radosław Zawrotniak
Radosław Aleksander Zawrotniak (né le 2 septembre 1981 à Cracovie) est un escrimeur polonais, spécialiste de l'épée.

## Palmarès

### Jeux olympiques
- 2012 à Londres,  Royaume-Uni
  - Qualifié en épée individuel
- 2008 à Pékin,  Chine
  -  Médaille d'argent en épée par équipe

### Championnats du monde
- 2009 à Antalya,  Turquie
  -  Médaille de bronze en épée par équipe

### Championnats d'Europe
- 2010 à Leipzig,  Allemagne
  -  Médaille de bronze en épée par équipe
- 2007 à Gand,  Belgique
  -  Médaille d'argent en épée par équipe